# Toponymie des îles Kerguelen
Pour un article plus général, voir Îles Kerguelen.
Les îles Kerguelen, archipel du sud de l'océan Indien, furent découvertes inhabitées le 12 février 1772 par le navigateur breton Yves Joseph de Kerguelen de Trémarec et restèrent sans population permanente depuis. Les seuls résidents l'ont été lors d'une tentative d'installation d'une ferme, quelques occupations ponctuelles pour des activités baleinières, et depuis les années 1950, une présence scientifique française. Sa toponymie lui a donc été donné ex nihilo, par les différents explorateurs, des baleiniers ou phoquiers ayant fréquenté ses eaux et ses mouillages puis au XXe siècle, une fois la possession française de l'archipel réaffirmée, par quelques institutions françaises.
Selon l'historienne Gracie Delépine, les toponymes des îles Kerguelen sont « les témoins, à la fois de la découverte faite progressivement par les Européens, en même temps que de la civilisation intellectuelle de ces mêmes Européens. Les toponymes ont été laissés sur l'archipel, depuis la découverte en 1772 jusqu'à aujourd'hui, par les explorateurs, chasseurs, pêcheurs, savants, marines nationales de tous pays : il y en a plus de mille. De plus, ils donnent un portrait géographique des îles, de même qu'une description zoologique et botanique : ils en font l'histoire naturelle. »

## Toponymie par Yves Joseph de Kerguelen de Trémarec – 1772 et 1773
Première toponymie de l'archipel, les noms donnés par Yves Joseph de Kerguelen ont quasiment tous subsisté jusqu'à nos jours. Cette toponymie vient principalement des noms des bateaux et d'officiers de l'expédition, de la Bretagne d'où est originaire le navigateur, de la famille royale, des protecteurs de Kerguelen, et de ministres. Il est à noter pour ces derniers l'aspect politique de la toponymie. Ainsi si lors de l'établissement des premiers toponymes, les ministres en cour auprès de Louis XV ont eu la faveur, lors de l'établissement de la carte après sa seconde expédition et alors que Kerguelen cherchait sa réhabilitation, le nom de nouveaux ministres en cour auprès de Louis XVI apparaitront. Au cours de ces deux expéditions, l'île ayant été peu explorée, furent nommés surtout la topographie côtière et les points remarquables visibles depuis la mer.
Quelques exemples :
- Pic Saint-Allouarn, d'après Louis Aleno de Saint-Aloüarn, commandant du Gros Ventre, second bateau de l'expédition,
- Baie d'Audierne, d'après la baie d'Audierne en Bretagne
- Golfe Choiseul, d'après Étienne-François de Choiseul, ministre de Louis XV
- Île du Roland, du Rolland, navire de la seconde expédition
- Îles de Boynes, d'après le marquis de Boynes, secrétaire d'État français à la Marine.
- Pointe Tromelin, d'après le chevalier de Tromelin, alors administrateur du port de Port-Louis

## Toponymie de James Cook – 1776
Le navigateur James Cook lors de son passage de 1776, longe les côtes nord, est et sud-est de l'archipel, confirmant son insularité. Il en fait faire une carte, réalisée par son lieutenant William Bligh (le futur capitaine du HMS Bounty). Cette carte donne une vingtaine de toponymes à des points ou lieux visibles depuis la mer. Le plus important est celui même de l'archipel : îles de la Désolation, ou terre de Kerguelen. Le premier nom est en usage pendant plus d'un siècle auprès des baleiniers et phoquiers américains et britanniques avant de tomber en désuétude, le second est utilisé auprès des missions navales et scientifiques et finit par s'imposer comme le nom unique au début du XXe siècle.
Les autres toponymes donnés par Cook rappellent des membres de la famille royale britannique, des ministres britanniques de l'époque, des savants dont il bénéficiait de la protection ou certains de ses officiers. On trouve également quelques toponymes qui sont descriptifs :
- Port-Christmas (Christmas Harbour), lieu d'accostage et d'abri à son arrivée aux Kerguelen, le jour de Noël 1776. Initialement, le nom avait été donné à ce que Kerguelen avait nommé la baie de l'Oiseau (harbour signifie havre en anglais). Mais le nom fut si usité, qu'il fut conservé par la suite dans la toponymie officielle, mais pour nommer seulement le site du fond de la baie[1].
- Presqu'île du Prince de Galles, d'après le jeune prince de Galles Georges Auguste de Hanovre, futur George IV.
- Île Howe, d'après Lord Howe alors commandant des armées britanniques en Amérique du Nord.
- Mont Campbell (au nord de la péninsule Courbet), d'après le vice-amiral John Campbell (et non de George Campbell, lieutenant sur le HMS Challenger, lors de l'expédition de 1879, comme cela fut cru un moment).
- Pointe Pringle (à l'est de la péninsule Loranchet), d'après l'Écossais Sir John Pringle, président de la Royal Society et ami de Cook.
- Pointe de l'Arche (arche aujourd'hui effondrée), au nord de la péninsule Loranchet.
- Îles Nuageuses
- Passe Royale : initialement Cook avait nommé Royal Sound l'ensemble de l'actuel golfe du Morbihan, le nom est resté aujourd'hui uniquement pour la passe qui permet d'y accéder. Elle est encadrée par le cap George (d'après le roi George III) et la pointe Charlotte (d'après la reine Charlotte, son épouse).
- Baie blanche, la baie étant « à cause de certaines zones blanches de terre ou de rochers dans le fond de celle-ci »[2],

## Toponymie des baleiniers et phoquiers

### Carte de Rhodes – 1799
Dès les cartes établies par Kerguelen et surtout par Cook connues, les eaux de l'archipel sont fréquentées par des baleiniers et phoquiers britanniques et surtout américains qui, pour leur usage, nomment un certain nombre de lieux. Ce sont des noms descriptifs, de bateaux ou de barques de pêche. Certains d'entre eux sont reportés sur une carte manuscrite dessinée par le capitaine britannique Robert Rhodes, commandant le Hillsborough lors de sa venue dans les eaux des Kerguelen en 1799. Cette carte (dite « carte de Rhodes »), aujourd'hui conservée au Département hydrographique britannique, est utilisée en 1840 par sir James Clark Ross, venu avec l'Erebus et le Terror en 1840. Recopiée, elle sert également au commandant du Challenger en 1874, qui la donne au commandant Fairfax du Volage qui lui-même la transmet au commandant allemand de La Gazelle permettant de retrouver certains noms, francisés, dans la toponymie actuelle. On peut citer :
- Baie Accessible
- Baie du Hillsborough
- Anse du Bon coin (Snugg Corner Cove)
- Baie des Cascades (au nord de la péninsule Courbet, dans la baie Accessible). Le nom original était Cascade River qui désignait à la fois la rivière (aujourd'hui rivière du Nord) descendant en cascade des monts du Château que l'étroite baie dans laquelle elle se jetait.
- Anse Betsy (ou Betsey, au nord de la péninsule Courbet, dans la baie Accessible), sans doute le nom d'une barque de chasse, un nom courant à cette époque.
- Port d'Hiver
- Brisants Kent (au nord de la baie Accessible), sans doute le nom d'un navire baleinier
- Baie de l'Éclipse (sur la côte orientale de la presqu'île Joffre), probable nom d'un bateau baleinier ou phoquier
- Île du Port, dans la baie du Hillsborough
- Pointe aux Œufs (pointe de l'île Violette, dans le golfe des Baleiniers), important lieu de nidification.

### Carte de Nunn – 1850
Le pêcheur anglais John Nunn fait naufrage au large des Kerguelen en 1825. Il publie le récit de ce dernier en 1850, accompagné d'une carte des contours de l'archipel grossièrement dessinés. Cette carte porte une quarantaine de noms, probablement en usage chez les baleiniers et les phoquiers à l'époque du naufrage. Une trentaine d'entre-eux ont subsisté et évoquent, souvent avec originalité, la vie, et sa dureté, des marins de l'époque. On peut citer :
- Ravin du Bol de Punch du Diable (Devils Punch Bowl, sur la rive occidentale de la baie du Centre, dans la péninsule Loranchet), décrit le relief tourmenté d'un vallon qui peut faire penser à un amas de scories dans une fournaise.
- Pointe du Cuir Salé (côte occidentale de péninsule Loranchet)
- Rochers du Désespoir (côte septentrionale de la péninsule Courbet, à l'entrée de la baie.
- Crique du Sac à Plomb (Shot Bag Bay, dans la baie du Noroît, sud-ouest de la péninsule Loranchet), évoque cet objet important dans la vie des chasseurs du XIXe siècle.
- Baie Laissez-Porter (Bear up Bay , sud-est de la péninsule Loranchet), évoque une baie particulièrement bien protégée et calme.

Ce dernier toponyme montre la difficulté d'une francisation. Bear up Bay a été traduit une première fois en 1913 sur la carte de la Marine nationale en « baie Laissez-Porter », puis en 1915 en « baie du Repos ». En 1922, dans La Géographie, Rallier du Baty explique : « Ce nom est difficile à traduire. "To bear up" en anglais maritime veut dire "laisser porter", par opposition à "to luff" ou "to heave" qui signifie "loffer" : "venir debout au vent" ». Il est à nouveau traduit en 1970 par la Commission de toponymie en « baie Laissez-Porter », son nom actuel.

## Carte de James Clark Ross – 1840
Lors de son expédition en Antarctique, le Britannique James Clark Ross passe aux Kerguelen en 1840. Il établit une carte assez précise reprenant les toponymes en usage à l'époque parmi les baleiniers et les phoquiers, toponymie alors de plus en plus fournie. On retrouve ainsi par exemple sur sa carte les noms, alors en anglais, de :
- Île Longue
- Île Verte
- Île Noire,
- Plage de la Demi-Lune,
- Trou du Ressac.

Ross ne nomme lui-même que trois lieux :
- Baie Rhodes
- Récifs du Terror, le HMS Terror est un des deux bateaux de l'expédition avec le HMS Erebus
- Club-Moss Bay (aujourd'hui anse aux Choux), club-moss est le nom anglais courant du Lycopodiopsida dont le médecin de l'Erebus, seconde navire de l'expédition, avait découvert de nouvelles espèces dans les environs seulement.

Les autres noms en rapport à cette expédition ont été donnés à la suite de l'expédition du Challenger en 1874.

## Toponymie lors de la mission duChallenger– 1874
L'expédition du Challenger, mission scientifique britannique dirigée par le professeur Charles Wyville Thomson, à bord du HMS Challenger du capitaine Nares, séjourne aux Kerguelen en janvier 1874. L'expédition attribue une cinquantaine de toponymes dont la plupart existent encore aujourd'hui. Vingt-deux sont d'après des noms de membres de l'expédition de l'Erebus et du Terror dont le mont Ross, point culminant de l'archipel, nommé d'après James Clark Ross ou le mont Tizard, d'après Thomas Henry Tizard (en), océanographe et lieutenant sur le Challenger. Un hydrographe de l'amirauté britannique, J. Evans, sera également honoré avec le mont Evans, mont abrupt et caractéristique au sud de la presqu'île Jeanne d'Arc.
La mission astronomique britannique venue observer le transit de Vénus entre novembre 1874 et février 1875 à bord du Volage et du Supply laisse également quelques noms.

## Toponymie de la mission allemande de laGazelle– 1874
Une mission astronomique allemande, dirigée par le Docteur Boergen), est présente à bord de La Gazelle d'octobre 1874 à février 1875. Ils établissent un campement de toile sur le bord de l'anse Betsy, au fond de la baie Accessible. Le navire effectue des relevés hydrographique de la côte nord-est de l'archipel. La mission attribue environ une cinquantaine de toponymes, d'après le nom de membres de l'équipage et de savants de la mission mais aussi de grands personnage prussiens d'alors, comme Bismarck, Kaiser ou Kronprintz. Le Service hydrographique de la marine dans sa cartographie de 1915, pendant la Première Guerre mondiale, supprimera tous ceux qui rappellent alors l'ennemi soit plus d'une vingtaine. Il en reste vingt-trois dans la toponymie actuelle, francisés pour les toponymes descriptifs.

## Travaux de la Commission de Toponymie – 1966 à 1971
En 1966, Pierre Rolland, administrateur supérieur des TAAF confie la validation de la toponymie des terres australes à une commission créée par l'arrêté no 16 du 27 juin 1966. Elle est composée de quatre membres qu'il a nommés :
- Hervé Durand de Corbiac, ingénieur-géographe en chef de l'IGN,
- A. Duthu, capitaine de vaisseau, Service hydrographique de la marine[4]
- Jacques Nougier, maître-assistant à la Sorbonne, géologue[4]
- Gaston Rouillon, directeur adjoint des Expéditions polaires françaises (EPF)

Gracie Delépine, conservateur à la Bibliothèque de documentation internationale contemporaine à Paris est chargée de faire les recherches bibliographiques indispensables avec l'établissement des fiches correspondantes.
La commission va tenir une dizaine de réunions de décembre 1966 à mai 1971 avec la présence de Monsieur Roly, représentant de l'administrateur des TAAF.
Elle va s'efforcer de suivre cinq règles :
- prééminence du français pour la dénomination des patronymes constituant de simples appellations géographiques.
- maintien des noms donnés au cours des missions antérieures à 1950.
- respect des blancs de la carte d'alors, les nouveaux toponymes étant laissé aux soins des futures équipes qui en feront la reconnaissance.
- éviction des noms se rapportant à des personnes vivantes donnés postérieurement à 1950, sauf s'il s'agit de chefs d'État ou de personnalités éminentes.
- favoriser les noms pour honorer une personnalité ou un membre d'expédition disparu, commémorer un incident de route, le passage d'un navire, souligner une ressemblance, remémorer un nom géographique métropolitain, des évènements de la vie locale, etc.

Elle va s'appuyer sur la carte des Kerguelen réalisée par trois campagnes estivales de l'Institut géographique national (IGN) entre 1964 et 1967.
Ces campagnes attribuent vingt-six noms qui sont repris par la Commission :
La commission va, elle, attribuer 270 noms :
Gaston Rouillon, qui avait effectué des travaux de gravimétrie en 1961 sur l'archipel, avait déjà laissé trois toponymes : l'anse de la Caverne, éperon du Gravimètre et la Butte Rouge.